# Kírovsk
Kírovsk (en ruso: Ки́ровск) es una ciudad del óblast de Leningrado, en Rusia. Centro administrativo del raión de Kírovsk. Está localizada en la orilla izquierda del río Neva,cerca del lago Ládoga, 33 km al este de San Petersburgo. Su población ha ido aumentando gradualmente en las últimas décadas: si en el censo de 1989 tenía 23 655 habitantes, en el de 2002 tenía 24 361 y en el de 2010 alcanzaba los 25 650 habitantes.
Fue fundada en 1929 como el asentamiento de Nevdubstrói, por Serguéi Kírov. Fue renombrada luego de la muerte de éste y recibió el estatus de ciudad en 1953. La ciudad está formada por un casco antiguo, construido en los años cincuenta, y por el barrio sde Ládoga, la parte construida durante el boom de construcción soviética de los años ochenta. Las principales industrias sufrieron retrocesos durante el gobierno de Yeltsin.

## Transporte
Las poblaciones más cercanas a Kírovsk son Mga, Pujolovo, Siniávino, Molodtsevo (oficialmente conocido como el complejo Molochni), Shlisselburg (Petrokrepost), Pavlovo y Otrádnoye. En la ciudad se encuentra la estación de trenes Nevdubstrói, por donde pasan varios trenes suburbanos directos a dos estaciones de San Petersburgo, la de Moskovsky y la de tren Ladozhsky. tambnién está comunicada a través de la autopista M18 San Petersburgo-Murmansk.

## Cultura y Economía
Kírovsk cuenta con cuatro instituciones de educación media, una escuela de música y un hospital. Los principales empleadores son la planta Ládoga (que manufacturó equipamiento submarino nuclear durante la era soviética), la planta Dubrovski y una planta de silicato. Debido a la existencia de estas fábricas, Kírovsk se consideró una ciudad cerrada durante la época soviética. 

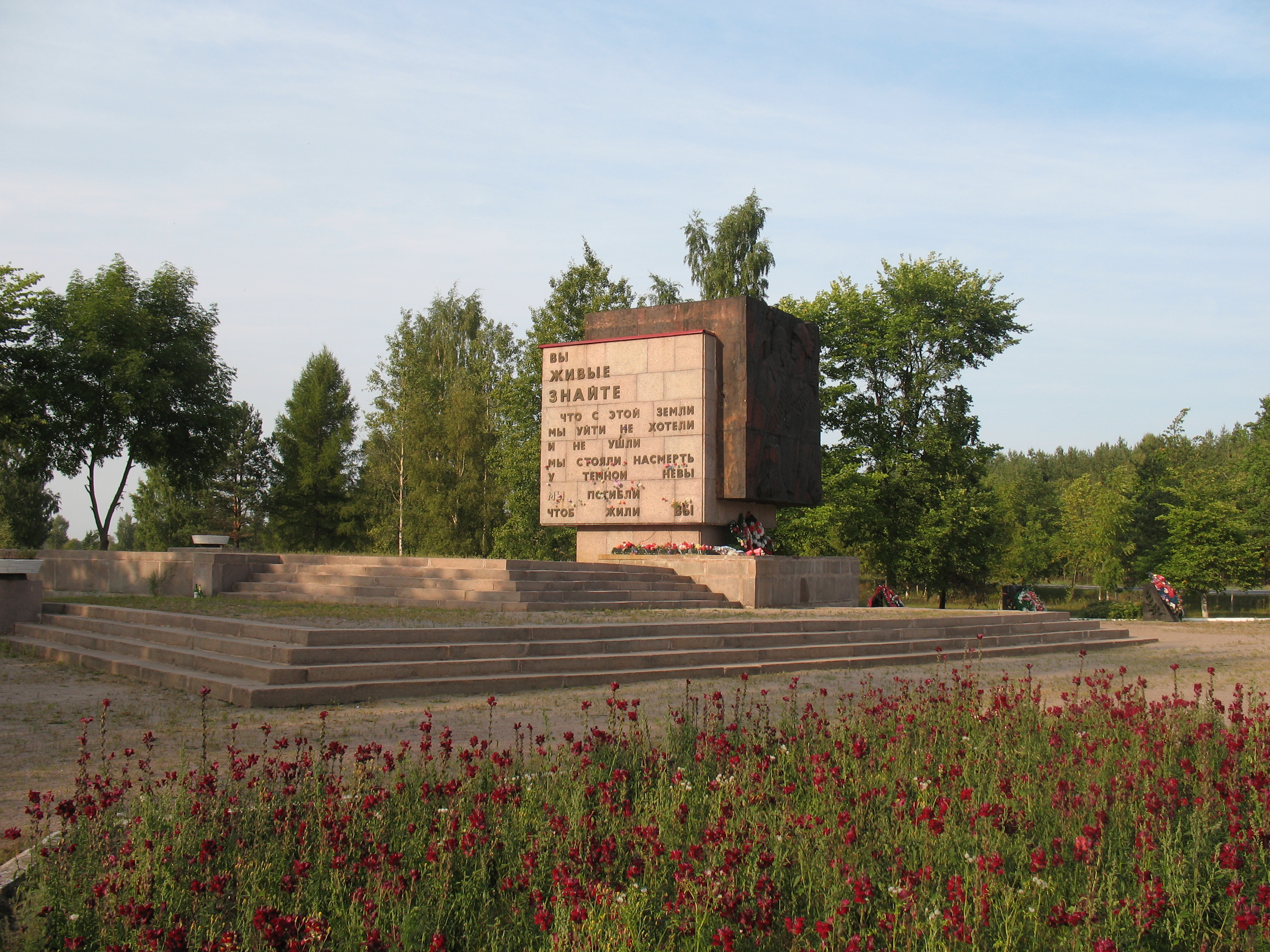
Memorial al sitio de Leningrado

## Sitios de interés
En Kírovsk se encuentra un Diorama, ubicado en el puente Ladozhski sobre el río Neva. El lugar, conocido también como Doroga Zhizni (Camino de la vida), conmemora el papel de Kírovsk como único punto de entrada para los víveres destinados a Leningrado (San Petersburgo), cuando las tropas de la Alemania nazi sitiaron esta ciudad durante la Segunda Guerra Mundial.
El Diorama forma parte de todo un complejo dedicado a conmemorar las batallas que tuvieron lugar en el territorio de Kírovsk.